# Vestnik Teatra
Le Vestnik Teatra (Вестник театра, Le Courrier théâtral) est une revue qui fut éditée par le département théâtral du Narkompros, fondé à Moscou en 1918. Il devint une revue influente parmi les professionnels du théâtre pendant la période suivant la prise de pouvoir par les bolcheviks après la révolution d'Octobre. Il publia des articles écrits par des personnalités comme Platon Kerjentsev.